# 共同飲食

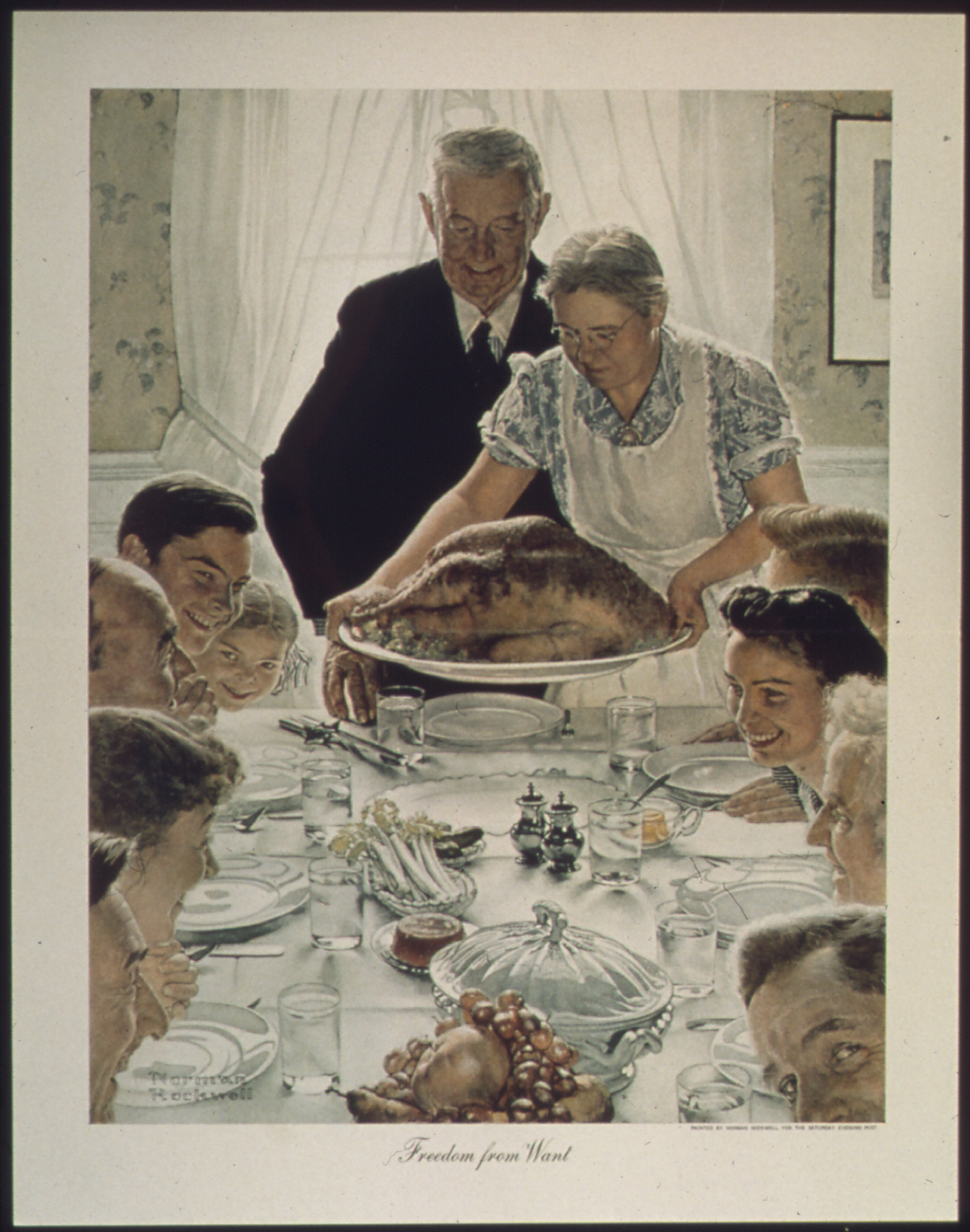
アメリカのサンクスギビングに会食する家族。

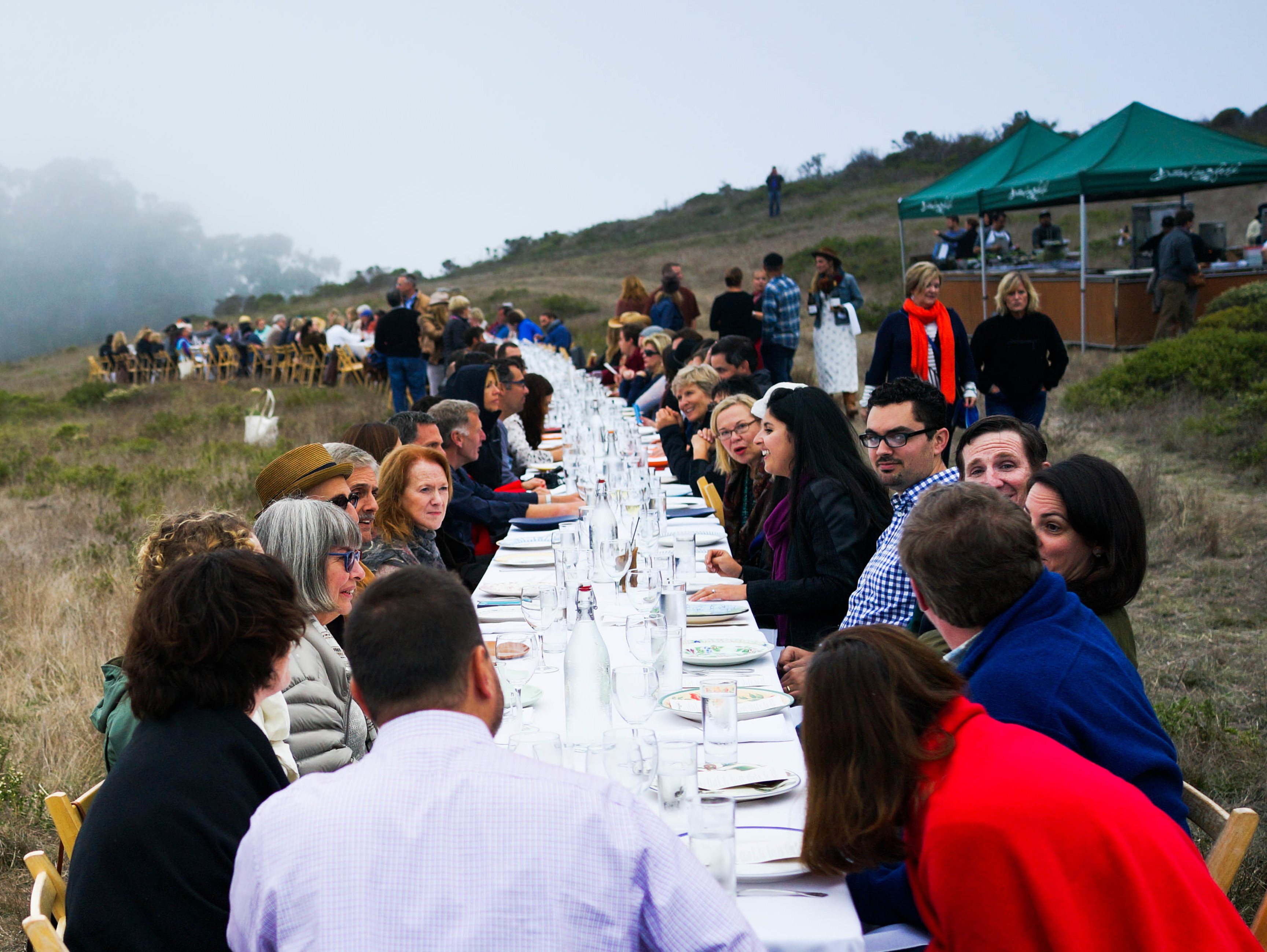
共同飲食

共同飲食（きょうどういんしょく）とは、広義では特定の機会に家族・親族・地域社会・職場・趣味の仲間などの成員が集まって、同じ飲食物を共に飲食する行為。共食（きょうしょく）・共飲共食（きょういんきょうしょく）とも。
神道では、特に同じ神を崇拝する集団（神職及び氏子）が祭りの後などに神饌や供物を共同して飲食すること。また、「神と人が共に飲食すること」を指して神人共食（しんじんきょうしょく）と言う。
共食と対比して、一人での食事を「孤食」と呼ぶことがある。1990年代に日本で同じ家族がバラバラに食べる「個食」が注目されるようになり、家族の絆の問題とされたが、同時に「ランチメイト症候群」（町沢静夫の命名）や「孤食」も問題となってきている。

## 歴史
人類は食事をする際に誰か、特に家族と共に食べることが多い。共食は家族からより大きな共同体へと広がり、限りある食物を分け合うために共食における儀礼やタブーが生まれ、テーブルマナーの起源となった。
ユダヤ教の共食儀礼（会食儀礼）が元となってキリスト教の聖餐の儀式が生まれた。共食は古代ローマの宗教儀礼の重要な構成要素だった。古代ギリシャのスパルタ、アテネにおいて共食への参加は共同体構成員の義務とされた。
古代日本においては氏上を中心とした氏人が氏族の祖である氏神を祀り、同じ火で調理した食事を共にすることで神（氏神）と人（氏族の成員）、人と人（氏族の成員同士）の一体化を図ったとされる。中世においては同じ氏神・産土神の信仰を共にする者が宮座を結成して、祭りの際に直会（なおらい）を行って飲食を共にしたり、生饌（生の状態の神饌）を分配したりすることで、氏神・産土神からの加護（家内安全・健康長寿・子孫繁栄など）を構成員の間で分かち合った。これは神饌や供物には神から分け与えられた特別な力が宿っていると考えられていたことによる。また、武士団の党や農村の惣の仲間内で団結を図るために神饌・神酒・神水を共に飲食する事が行われた。一揆の際に行われた一味神水の儀式はその派生と言える。民俗学の分野ではこうした共同飲食が後に祭祀を介さない人と人との共同飲食、すなわち広義の共同飲食へと発展して「一宿一飯」「同じ釜の飯」などの概念を生み出したと解されてきた（「共食進化論」）が、狭義の共同飲食（神人共食）が広義の共同飲食へと発展したとする歴史的な裏付けは存在しないという批判があり、この仮説に代わる説として神人共食に代表される宗教的性格を持つ共同飲食（宗教的共食）とそうした性格を持たない社会的共食が併存していたとする考えも出されている。

## 動物行動との比較
文化人類学では動物と人間を区別するのが共食とされることがある。例えばニワトリには「ペッキング・オーダー」という食べる順位が決まっているし、シマウマなど草食動物が同時に食べていても共食ではない。敵を警戒しながら、同じ時間に食べているだけで、同じ食事を分け合っているのではない。

## 関連人物
- 串田修